# Acanthofrontia anacantha
Acanthofrontia anacantha là một loài bướm đêm thuộc phân họ Arctiinae, họ Erebidae.